# Galactia densiflora
Galactia densiflora là một loài thực vật có hoa trong họ Đậu. Loài này được German & M.Sousa miêu tả khoa học đầu tiên.